# Severn Beach
Severn Beach är en ort i Storbritannien.   Den ligger i kommunen South Gloucestershire och riksdelen England, i den södra delen av landet, 180 km väster om huvudstaden London. Severn Beach ligger 6 meter över havet och antalet invånare är 2 075.
Terrängen runt Severn Beach är platt. Havet är nära Severn Beach västerut.Runt Severn Beach är det tätbefolkat, med 476 invånare per kvadratkilometer. Närmaste större samhälle är Bristol, 12,5 km söder om Severn Beach. 